# Rouben Mamoulian
Rouben Mamoulian, em armênio Ռուբեն Մամուլյան, (Tíflis, Geórgia, 8 de outubro de 1897 — Hollywood, 4 de dezembro de 1987) foi um diretor de cinema armeno-americano.

## Biografia
Filho de um banqueiro e de uma atriz armênia, ele foi para os Estados Unidos no final dos anos 20 para dirigir óperas e operetas, mas com o crescimento da indústria cinematográfica ele decidiu tentar a sorte em Hollywood.
Em 1929 ele dirigiu uma das primeiras produções faladas do cinema mundial: "Applause" (Aplausos)", e em seguida fez "City Streets" (Ruas da Cidade), estrelado por Gary Cooper e Sylvia Sidney.
Em 1932 realiza seu filme de maior sucesso, "Dr. Jekyll and Mr. Hyde" (O Médico e o Monstro), considerado pelos críticos de cinema como uma das melhores adaptações cinematográficas do conto de Robert Louis Stevenson. O filme deu o Óscar de melhor ator para Frederic March.
Ele trabalhou com os grandes nomes do cinema mundial nas décadas de 40 e 50 como Maurice Chevalier, Marlene Dietrich, Charles Boyer, Greta Garbo, Tyrone Power, Rita Hayworth e Fred Astaire em filmes como "Queen Christina" (Rainha Cristina); "The Mark of Zorro" (A Marca do Zorro); "Blood and Sand" (Sangue e Areia) e "Silk Stockings" (Meias de Seda), seu último filme realizado em 1957.

## Filmografia
- 1931 - City Streets
- 1931 - Dr. Jekyll and Mr. Hyde
- 1932 - Love Me Tonight
- 1933 - Queen Christina
- 1933 - The Song of Songs
- 1934 - We Live Again
- 1935 - Becky Sharp
- 1936 - The Gay Desperado
- 1937 - High, Wide and Handsome
- 1939 - Applause
- 1939 - Golden Boy
- 1940 - The Mark of Zorro
- 1941 - Blood and Sand
- 1942 - Rings on Her Fingers
- 1944 - Laura (não-creditado)
- 1948 - Summer Holiday
- 1952 - The Wild Heart
- 1957 - Silk Stockings